# 地方主権の会
地方主権の会（ちほうしゅけんのかい）は2003年に結成された埼玉県議会の会派。2007年3月をもって解散となった。民主党議員と非自民党・非共産党の無党派議員が参加した。国会における政界再編の流れや新党結成の影響を受け離合集散した県議によって組織された会派である。結成に至るまでの流れとともに前身の会派についても本稿にて記す。

## フロンティア
- 1994年9月、国会における政界再編の流れに呼応し、保守系無所属の県議松本安弘らが非自民勢力の結集を目指し会派「彩の国・フロンティア・県民連合」を結成。代表は松本安弘。参加者は船津徳英・長沼明（以上無所属）・長沼威（自民党を離党し参加）。4議席で交渉会派となる。自民党・公明党・日本社会党・日本共産党に次ぐ第5会派となり、土屋義彦知事の与党会派として活動。
- 1994年12月の新進党結党を受け、同党の系列会派に移行。
- 1995年4月の埼玉県議会議員選挙において長沼明が落選（1996年4月、志木市議会議員選挙に転じ5選。2000年4月、6選）するも、新たに当選した長峯正之（新進党公認）・近藤善則・浦野清（以上無所属）が会派に加わり6議席となる。
- 県議会では社会党と「歩みの会」（後述）と同数の勢力となる。自民党・公明党に次ぐ第3会派となり、交渉会派となる。土屋知事の与党会派として活動。
- 新進党推薦無所属で当選した船津徳英と保守系無所属で当選した長沼威は選挙後新進党に入党。
- 1995年9月、自民党を離党し新進党に入党した並木正芳が会派に加わり7議席となり、社会党と「歩みの会」を1議席上回る。
- 1995年12月、無所属の中村正義が会派に加わり8議席となる。
- 1996年10月、並木が第41回衆議院議員総選挙に転出し7議席となる。並木は新進党公認で立候補し当選。
- 1997年9月、同年5月投開票の川口市長選挙の自民党推薦候補者一本化をめぐって執行部決定に反する行動をしたことを理由に同年4月自民党を除名され無所属となった葛生恵二が入会。再び8議席となる。
- 1997年12月の新進党解散後、長峯は無所属を経て民主党に、また船津・長沼威・葛生は自由党に参加するも会派に留まった。これ以後、並木のほか埼玉県選出の衆議院議員石田勝之・中野清が参加した改革クラブ（当初は「フロンティアネット」という仮称が付けられていた）系列の会派となる。
- 1998年6月から会派名を「フロンティア」と改め、地域政党色を強める。参議院議員選挙では公明党とともに浜田卓二郎を支持した。
- 1999年4月の埼玉県議会議員選挙に際し葛生は出馬せず引退。松本ら現職7名が立候補。公明党・民主党・連合埼玉などの推薦を受ける。松本・船津・長沼・近藤が当選するも長峯（2000年6月、第42回衆議院議員総選挙に民主党公認で立候補し落選。その後民主党を離党。2002年10月、三郷市長選挙に無所属で立候補し落選。2007年4月、埼玉県議会議員選挙に無所属で再出馬し落選）・浦野（2000年8月、富士見市長選挙に転じ当選。2004年8月再選。2008年10月落選）・中村（2002年4月、狭山市長選挙に立候補し落選。2003年4月、狭山市議会議員選挙に転じ6選。2007年4月、7選）が落選。4議席で第5会派となり、引き続き土屋知事与党会派となる。
- 1999年12月、近藤が自民党に入党し会派離脱。「フロンティア」は交渉会派に必要な人数4議席を割り、代表質問ができなくなった。
- 2000年12月、松本が「歩みの会・民主」に入会し会派離脱。残った船津・長沼威は会派解消を決め、2000年12月末日をもって「フロンティア」は解散。2001年1月、長沼威は自由党を離党し、自民党に入党。間もなく自民党県議団に入団した。船津は自由党籍無所属で活動したが、2001年11月に「歩みの会・民主議員団」に加わった。

## 歩みの会
- 1995年4月の統一地方選挙埼玉県議会議員選挙において当選した連合埼玉（連合埼玉の会）及び埼玉民社協会推薦議員合計6名によって「連合歩みの会」が結成される。代表笠原英俊（日本社会党を離党。連合埼玉の会公認）。所属議員は野木実・山根隆治（以上連合埼玉の会公認・埼玉民社協会推薦）・渡辺千代子（連合埼玉の会公認）・武正公一（日本新党を経て無所属）・竹並万吉（無所属）。
- 県議会では「フロンティア」・社会党（1996年1月から社会民主党）と並び第3会派となり、交渉会派となる。土屋知事の与党会派として活動。
- 1996年9月、社民党県議の藤井俊男・秦哲美が民主党の結成に参加。社民党を離党し、同党県議団から離脱。同年12月、「連合歩みの会」に入会。「連合歩みの会・民主議員団」と改称し、民主党系会派へと移行。8議席となる。
- 1997年6月、民主党会派化を嫌って竹並が離団。7議席となる。同年9月、竹並は自民党に入党し、同党の会派に入った。
- 1998年7月、藤井が第18回参議院議員通常選挙に立候補し当選。県議補欠選挙で「市民の力を県政に生かす会」所属で民主党推薦の高橋努が当選。高橋は「連合歩みの会・民主議員団」に加わり、7議席を維持。
- 1999年4月の統一地方選挙埼玉県議会議員選挙において現職7名は連合埼玉などの推薦を受け、全員が再選。会派名を「歩みの会・民主議員団」と改めた。団長笠原英俊（連合埼玉の会公認）・野木実（連合埼玉の会公認・のち埼玉民社協会会長）・山根隆治（連合埼玉の会公認・埼玉民社協会推薦・ただし民主党籍もあり民主党県連幹事長）・秦哲美・高橋努（以上民主党公認）・武正公一（無所属・民主党推薦・連合埼玉推薦）・渡辺千代子（無所属）。更に社民党所属現職ながら公認申請せず無所属で立候補し当選した岡真智子と新人の当麻好子（民主党公認・元日本社会党所沢市議）が会派に加わり9議席となった。議席数で「フロンティア」を上回り、自民党・公明党・共産党に次ぐ第4会派となった。交渉会派の地位を維持し、土屋知事の与党会派として活動した。
- 2000年6月、武正が第42回衆議院議員総選挙に転出し当選。8議席となる。
- 1999年4月の埼玉県議会議員選挙において社民党公認候補が全員落選し、会派が消滅したことから、連合埼玉や埼玉民社協会は所属・推薦議員による統一会派結成を模索していたが、2000年12月、「フロンティア」代表の松本安弘が「歩みの会・民主議員団」に入団。「フロンティア」は解散し、非自民・非共産・民主党・連合埼玉系列議員会派が一本化された。9議席となる。
- 2001年4月、岡が社民党を離党、翌月さいたま市長選に立候補し落選（2003年4月、さいたま市議会議員選挙に転じ当選。2007年4月再選）。8議席となる。
- 2001年5月、野木が和光市長選挙に立候補し当選。県議補欠選挙では当時民主党衆議院議員だった上田清司後援会の選対本部長を務めた神杉一彦（民主党公認）が当選。神杉は「歩みの会・民主議員団」に加わり、8議席を維持。
- 2001年6月、自民党県議穂坂邦夫が志木市長選挙に出馬し当選。県議補欠選挙で再び当選した長沼明（無所属）が「歩みの会・民主議員団」に加わり、9議席となる。
- 2001年6月、山根が第19回参議院議員通常選挙に転出し当選。2001年7月の県議補欠選挙で矢部節（民主党公認・元川越市議会議長（自民系）・自民党衆議院議員小宮山重四郎の元秘書）が当選し会派入り。9議席を維持。
- 2001年11月、自由党籍無所属で活動していた船津徳英が入会し10議席となる。
- 2002年9月、船津が鳩ヶ谷市長選に立候補（無所属・自由党推薦）するも落選。9議席となる。

## 歩みの会の分裂
- 2003年4月の統一地方選挙埼玉県議会議員選挙には「連合歩みの会・民主議員団」の現職9名が立候補。渡辺千代子（無所属）が落選（その後政界引退）するも8名が再選を果たした。当選者は松本安弘・矢部節・神杉一彦・秦哲美・高橋努・当麻好子（以上民主党公認）・笠原英俊・長沼明（無所属）。しかし第43回衆議院議員総選挙を前に菅直人率いる民主党が国会内で野党色を強める中、当選者の間で教育政策や歴史認識・国旗・国歌・環境政策等をめぐり保守系・非社民系議員と社民系議員が対立。松本・笠原らの「地方主権の会」と秦らの「民主党議員団」に分裂した。
- 「地方主権の会」は代表松本・笠原・長沼明・矢部・神杉と、新たに当選した非自民系無所属の吉田芳朝・村上明夫・森田光一・田口禎則によって結成され、前身の「歩みの会・民主議員団」と同じ9議席を有し、土屋知事与党会派となった。
- 「地方主権の会」は1995年に結成された地方議員グループ｢地方主権をめざす埼玉自治体議員グループ｣が母体となっている。同グループには市議会議員時代から田口・村上・長沼明・船津徳英が参加していた。
- 一方「民主党議員団」は団長秦・高橋・当麻に新人の山川百合子（民主党公認・母の山川令子は元社会党県議候補（落選））を加えて交渉会派の地位を得、土屋知事与党会派となった。
- 2003年7月、土屋知事が辞任。同年8月、民主党衆議院議員だった上田清司が新知事に当選。「地方主権の会」は選挙時から上田を支持。両会派とも上田知事与党会派となる。以後、知事出身政党の会派として民主党埼玉県連が再統一を模索する。

## 教育問題をめぐる主張の乖離
- 「地方主権の会」は当初県政野党となった自民党と上田知事の調整役となっていた。一方自民党内には上田知事と個人的なつながりのある県議がいたほか、知事が保守色を鮮明にすると自民党県議内の知事支持派が増え、「地方主権の会」との連携を強めるようになる。その後自民党・公明党も知事与党会派となった。
- 「民主党議員団」は旧社会党の影響を色濃く残しており、知事与党でありながらも保守系の上田知事との主義主張の相違に直面する。2004年10月、知事は自民党県議諸口高男の質問に対する答弁の中で、「新しい歴史教科書をつくる会」を支持し、同会の歴史教科書を評価。中国・韓国・北朝鮮の抗議を内政干渉であると批判した。同年12月20日、同会の副会長であった高橋史朗明星大学教授を埼玉県教育委員に指名。県議会において承認された。採決において「地方主権の会」は村上明夫が採決時に退席したものの、他8名は自民党県議団65名全員と無所属2名（佐久間実・黒田重晴）とともに賛成。一方「民主党県議団」は本会議に先立って開かれた議会運営委員会において採決自体に抵抗。採決では公明党・日本共産党とともに反対。大きく対応が分かれた。
- 更に2004年12月16日、歴史教科書をめぐる上田知事の考えに賛同し、「新しい歴史教科書をつくる会」編纂の教科書採択を目指し活動する「埼玉県議会教科書を考える議員連盟」が発足。会長には元「フロンティア」の長沼威が就任した。同議連には自民党県議団全員と無所属2名（佐久間・黒田）とともに「地方主権の会」から6名（松本・笠原・矢部・神杉・吉田・森田）が参加。上田知事は同議連の発足を歓迎するも、「民主党議員団」の議員からは議連を批判する意見が出た。
- 2006年6月の県議会では自民党県議小島信昭の埼玉県平和資料館の展示に関する質問に、「古今東西、慰安婦はいても従軍慰安婦というのはいなかった」と答弁。「民主党議員団」からは反発の声が上がった。

## 会派再統一へ
- 2005年6月、穂坂邦夫志木市長が引退。長沼明が市長選挙に立候補し当選。「地方主権の会」は8議席となる。
- 2005年8月、第44回衆議院議員総選挙で自民党が圧勝。民主党は大きく勢力を落としたため地方組織の強化に着手。埼玉では県議会に加えさいたま市議会においても民主党系会派が2つ（さいたま・21市議会議員団＝非社民系、民主党さいたま市議会議員団＝社民系）に分裂していることから、民主党埼玉県連は会派一本化を公認の条件として打ち出し、民主党を名乗る会派への統一を進めようとした。このような動きに対し「地方主権の会」所属の無党派議員が警戒。2005年12月、民主党系県議に括られることを嫌った森田・田口が離団。森田は間もなく自民党県議団に入団し、田口は無所属となった。「地方主権の会」は6議席となった。
- 2006年2月、松本に代わって笠原が「地方主権の会」代表となる。
- 2007年4月の埼玉県議会議員選挙に際し「地方主権の会」所属の松本・笠原・村上が引退を表明。矢部・神杉は公認、吉田は推薦となった。「民主党議員団」は秦・高橋・当麻・山川の全員が公認された。県議選にあたり民主党埼玉県連は統一マニフェスト（公約）を掲げ、統一会派の結成を公認・推薦の条件とし、立候補者全員に「統一会派を組む」という誓約書を提出させた。2月の県議会定例会を最後に「地方主権の会」は消滅させ、「民主党県議団」を存続会派とした。これに対し現職議員や候補者からは「会派は当選した県議会議員が決めるもので、県連が立候補の条件にするのはおかしい」という反対の声が上がり、選挙後民主党の統一会派が成立するかどうか不透明な状態のまま選挙戦に突入。朝日新聞の取材を受けた笠原は「民主党県議団とは教育や環境の政策面で相容れなかった」「残った仲間達は選挙後民主党議員団と一緒にやれるのだろうか。いずれは不協和音が出るのではないか」と語った。（『朝日新聞』2007年3月13日朝刊埼玉版）

## 2007年統一地方選挙の結果と新会派
- 2007年第16回統一地方選挙では「地方主権の会」現職の矢部・神杉・吉田、「民主党議員団」現職の秦・高橋・当麻・山川の全員が当選した。
- 民主党は公認15名（現職は矢部・神杉・秦・高橋・当麻・山川の6名。新人は松本安弘の長男松本佳和、武正公一の元政策担当秘書浅野目義英ら9名）・推薦6名（現職は吉田のみ。新人5名）の計21名を当選させ、公認候補のみで県議会第2勢力に躍進した。
- 山根隆治・民主党県連代表代行はテレビ埼玉の選挙開票速報特別番組において、「民主党の統一会派は結成するが、当選者顔合わせの際に各人の意向を聞く」との方針を示した。投開票日翌日未明の顔合わせの席において、枝野幸男県連代表が当選者に対し21名全員による統一会派の結成を要請し、県議会第2会派誕生への期待を示した。しかし出席した当選者からは政治理念の相違を指摘する意見が出されたほか、前回民主党公認で当選した後に「地方主権の会」を結成した議員を含む数名の当選者が顔合わせ自体に姿を見せなかった。欠席者からは「とりあえず統一会派入りする」「約束は守る」との意向は示されたものの、「地方主権の会」に参加していた議員からは「定例会が始まれば結局『一緒にはやれない』となるかも」との声も出ており（『東京新聞』2007年4月12日朝刊埼玉版）、統一会派は対立の火種を抱え込む形となった。
- 2007年4月24日、民主党公認・推薦議員21名による統一会派「民主党・無所属の会」の結成が決定された。結成にあたり民主党前衆議院議員（元・改革クラブ）石田勝之の支援を受けていた無所属新人茅野和広が合流、更に5月1日の会派届け出時に連合埼玉推薦の無所属新人丸山真司（前上里町議会議員・電機連合埼玉・沖電気労組）も参加。2名（両名とも選挙時は確認団体「変えよう埼玉の会」を結成し活動していた）が加わり、新会派「民主党・無所属の会」（23議席・代表高橋努。副代表当麻好子。幹事長矢部節。相談役秦哲美）が結成された。埼玉県議会において自民党系以外で20議席を超える会派が結成されるのは史上初めてのことである。またこれまで自民党が独占していた正副議長のうち副議長ポストに秦を候補者として推すことを決定した（秦は5月22日臨時会の副議長選挙に立候補するも落選した）。曲折はあったものの、民主党県連は上田知事与党としての県議会統一会派の結成にこぎつけ、4年にわたる「地方主権の会」の歴史は終焉を迎えることになった。